# Xylosma ruizianum
Xylosma ruizianum é uma espécie de planta da família Salicaceae. É endémica do Peru..